# Shahediyeh
Shāhediyeh (farsi شاهدیه) è una città dello shahrestān di Yazd, circoscrizione Centrale, nella provincia di Yazd in Iran. Aveva, nel 2006, una popolazione di 14.374 abitanti. Costituisce la periferia nord-ovest della città di Yazd.